# Síndrome de Benedikt
El síndrome de Benedikt, también denominado síndrome mesencefálico paramediano o síndrome del núcleo rojo, es un raro síndrome del tallo encefálico. Se caracteriza por parálisis ipsilateral del nervio oculomotor, hemiparesia, temblor y coreoatetosis como consecuencia de lesión en el nervio oculomotor, núcleo rojo del mesencéfalo, tracto espinotalámico y lemnisco medial.  Está relacionado con el síndrome de Weber y Claude.

## Historia
La primera descripción del síndrome la realizó el médico austriaco Moritz Benedikt en 1889 en tres pacientes con tuberculomas. Posteriormente, Jean-Martin Charcot recomendaría la designación de síndrome de Benedikt.

## Epidemiología
Es una enfermedad rara, se considera que su prevalencia es menor a otros síndromes mesencefálicos como el síndrome de Weber y del de Wallenberg.

## Causa
Se produce debido a una lesión de las estructuras mesencefálicas mencionadas como infartos, hemorragias, tumores o tuberculomas. Las causas traumáticas son una de las más raras.

## Cuadro clínico
Se considera un síndrome alterno ya que como ocurre en el síndrome de Weber y Claude, una parálisis ipsilateral del nervio oculomotor, incluyendo dilatación de la pupila, ya que también se ve afectada la vía parasimpática. Además al haber una lesión del núcleo rojo se producen síntomas contralaterales que consisten en: movimientos involuntarios, temblor de intención, hemicorea y hemiatetosis.

## Diagnóstico
Típicamente el diagnóstico se realiza por tomografía, aunque su diferenciación con el síndrome de Weber puede ser complicada a menos que exista una clara afectación del núcleo rojo.

## Tratamiento
Dependerá de la etiología (causa que lo genera). En la etiología traumática las medidas consisten en la estabilización del paciente y evitar edema cerebral. Estudios indican que la cirugía puede ser efectiva en el caso de tuberculomas.
Para el tratamiento del temblor se ha demostrado eficaz la estimulación cerebral profunda.